# Chaz Bono
Chaz Salvatore Bono (nascido Chastity Sun Bono; Los Angeles, 4 de março de 1969), é um ativista dos direitos LGBT, escritor, ator e cantor norte-americano, de ascendência alemã, armena, irlandesa, inglesa e indígena cherokee. Seus pais são os artistas Sonny Bono e Cher, e ele ficou amplamente conhecido por suas aparições como criança no programa de televisão deles, o "The Sonny & Cher Comedy Hour".
Bono é um homem trans. Em 1995, enquanto ainda se identificava como mulher e vários anos depois de ter sido exposto como lésbica pela imprensa sensacionalista, Bono se autodeclarou publicamente lésbica em uma matéria de capa de uma importante revista mensal americana voltada para a comunidade gay, a "The Advocate". Bono eventualmente passou a discutir o processo de se assumir para si mesmo e para os outros em dois livros. "Family Outing: A Guide to the Coming Out Process for Gays, Lesbians, and Their Families" (1998) inclui seu relato sobre o momento em que se assumiu. A memória "The End of Innocence" (2003) aborda seu processo de se assumir, carreira na música e a morte de sua parceira Joan devido ao linfoma não-Hodgkin.
Entre 2008 e 2010, Bono passou por uma transição de gênero. Um especial no programa "Entertainment Tonight" em junho de 2009 explicou que sua transição havia começado um ano antes. Em maio de 2010,  alterou seu gênero e nome legalmente. Um documentário sobre a transição de Bono, intitulado "Becoming Chaz", foi exibido no Festival de Cinema de Sundance de 2011 e posteriormente estreou na televisão pela Oprah Winfrey Network.

## Biografia

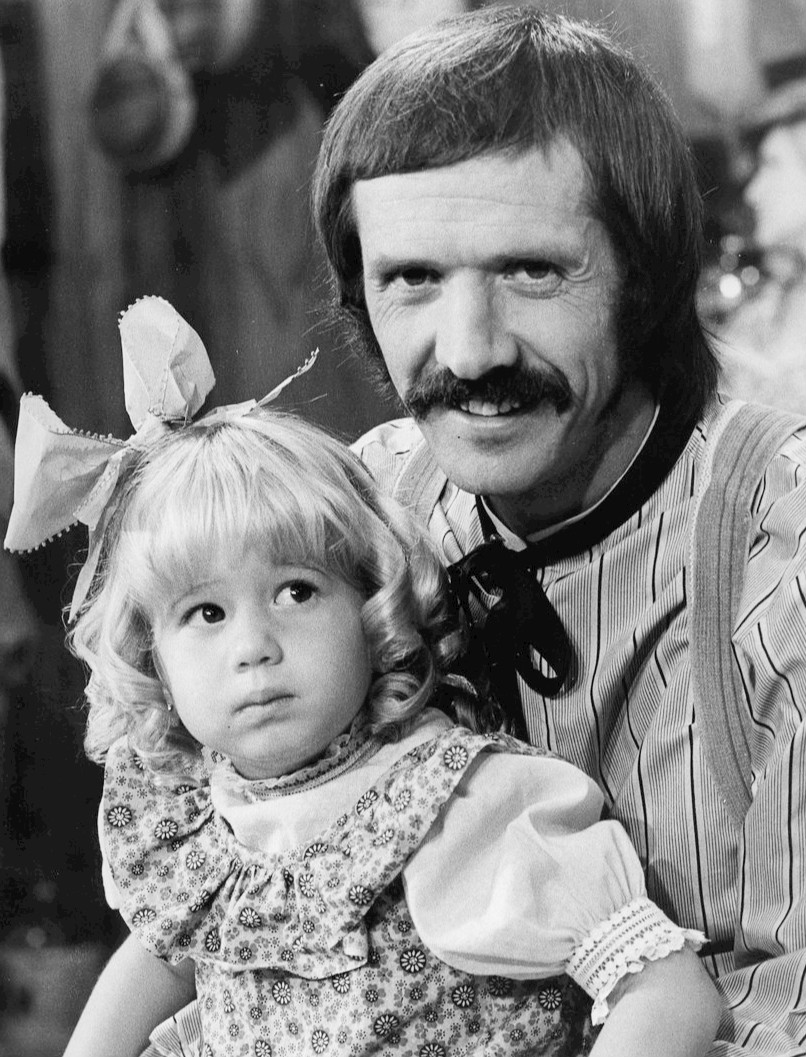
Chaz Bono com Sonny Bono em 1974

Bono é filho dos artistas Cher e Sonny Bono. Possui quatro meios-irmãos: Christine Bono, Chesare Elan Bono, Chianna Marie Bono e Elijah Blue Sarkisian Allman.
Após muitos conflitos na adolescência, como depressão e síndrome do pânico devido à sua até então homossexualidade reprimida, inclusive relacionando-se com homens contra a sua vontade apenas para agradar a família, assumiu-se lésbica aos 21 anos, mas ainda continuava em psicoterapia, pois não compreendia porque ainda não se sentia plenamente realizado, quando aos 32 anos descobriu ser transexual, demorando bastante para sua autoaceitação. Em 2006, aos 37 anos, assumiu-se trans, e iniciou um processo de tratamento psiquiátrico para comprovar sua transexualidade. Nesta época iniciou a terapia hormonal, com aplicação semanal de testosterona. Aos 41 anos, em 2010, realizou a sua tão sonhada cirurgia de redesignação sexual e retificação de seus documentos pessoais, sendo agora oficialmente um homem trans. Informou em entrevistas ter tido dificuldade de aceitação por parte de sua mãe, que apesar de não ser preconceituosa e ser uma cantora muito apreciada pelo público LGBT, necessitou de tratamento psicológico para compreender que agora tinha um filho e não mais uma filha.
Em 1999 iniciou um namoro com a atriz Jennifer Elia. Em 2006 foram morar juntos, e em 2010 ficaram noivos, mas o relacionamento afetivo terminou em 2011. Não assumiu mais nenhum relacionamento sério após o término, mas eventualmente é visto pela imprensa acompanhado de mulheres, algumas anônimas outras famosas.
Bono atuou no cargo de direção de mídia de entretenimento da GLAAD durante 18 meses, deixando o cargo em 1998.
Entre setembro e outubro de 2011, participou como competidor na 13ª temporada da série de televisão Dancing with the Stars, dos EUA, onde fez par com a dançarina profissional Lacey Schwimmer. Sua participação foi a primeira vez que um homem abertamente trans estrelou em um programa de televisão de grande audiência em um papel não relacionado ao fato de ser trans.
Em 2012, recebeu o Stephen F. Kolzak Award na 23ª cerimônia do GLAAD Media Awards. O prêmio é dado para ativistas LGBT que tenham feito a diferença na promoção pela igualdade.

## Filmografia

### Cinema
| Ano  | Título          | Papel          | Notas          |
| ---- | --------------- | -------------- | -------------- |
| 1994 | Bar Girls       | Scorp'         |                |
| 2016 | Dirty           | Jerry          |                |
| 2018 | Reborn          | Ken Stern      |                |
| 2019 | 3 from Hell     | Digby Neville  |                |
| 2020 | Reboot Camp     | Herbert        |                |
| 2023 | Bury the Bride  | Puppy          |                |
| 2023 | The Bell Keeper | Ranger Carlson |                |
| 2023 | Trust Me        | Ned            | Curta-metragem |
| 2024 | Little Bites    | Paul           |                |

### Televisão
| Ano  | Título                                    | Papel                  | Notas                                  |
| ---- | ----------------------------------------- | ---------------------- | -------------------------------------- |
| 1997 | Ellen                                     | Moderador              | Episódio: "Hello Muddah, Hello Faddah" |
| 2012 | Degrassi: The Next Generation             | Ele mesmo              | Episódio: "Tonight, Tonight: Part 2"   |
| 2013 | The Secret Life of the American Teenager  | Ele mesmo              | Episódio: "To Each Her Own"            |
| 2016 | The Bold and the Beautiful                | Reverendo Rydale       | 5 episódios                            |
| 2016 | American Horror Story: Roanoke            | Lot Polk / Brian Wells | 5 episódios                            |
| 2016 | Where the Bears Are                       | Gavin Kelly            | 3 episódios                            |
| 2017 | American Horror Story: Cult               | Gary K. Longstreet     | 8 episódios                            |
| 2019 | Deadly Hollywood Obsession                | Caçador                | Telefilme                              |
| 2020 | Curb Your Enthusiasm                      | Joey Funkhouser        | Episódio: "The Spite Store"            |
| 2022 | The Guardians of Justice (Will Save You!) | Whittaker              | 7 episódios                            |